# Le Mesnil-Garnier
Le Mesnil-Garnier ist eine französische Gemeinde mit 222 Einwohnern (Stand 1. Januar 2022) im Département Manche in der Region Normandie. Sie gehört zum Kanton Quettreville-sur-Sienne und zum Arrondissement Coutances. 
Nachbargemeinden sind Gavray-sur-Sienne im Nordwesten, Montaigu-les-Bois und La Bloutière im Nordosten, Fleury im Osten, Champrepus im Süden und Le Mesnil-Villeman im Westen.

## Bevölkerungsentwicklung
| Jahr      | 1962 | 1968 | 1975 | 1982 | 1990 | 1999 | 2008 | 2018 |
| --------- | ---- | ---- | ---- | ---- | ---- | ---- | ---- | ---- |
| Einwohner | 359  | 332  | 303  | 256  | 260  | 233  | 220  | 226  |

## Sehenswürdigkeiten

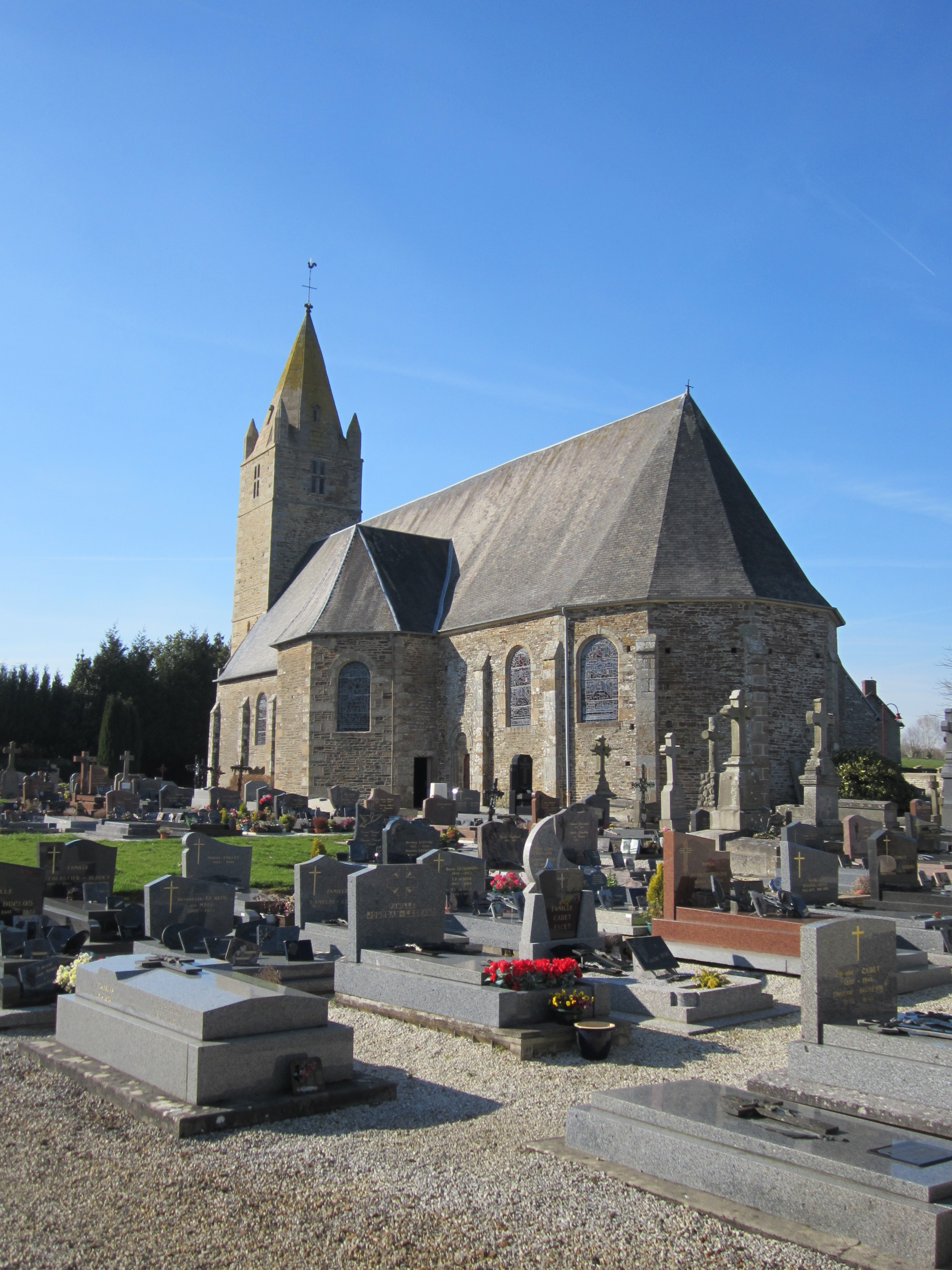
Kirche Sainte-Anne

- Kirche Sainte-Anne